# Pierre Gadonneix
Pour les articles homonymes, voir Gadonneix.
Pierre Gadonneix, né le 10 janvier 1943 à New York, est un dirigeant d'entreprises français, ancien PDG d'EDF.

## Formation
Issu d'une famille originaire de Haute-Vienne, il a étudié au lycée Sainte-Geneviève.
Ancien élève de l’École polytechnique (promotion 1962) et de l'École nationale supérieure du pétrole et des moteurs, Pierre Gadonneix devient à 34 ans docteur en économie d'entreprise de la Business School de l’université Harvard, aux Etats-Unis, après sa thèse de janvier 1975 titrée "Le plan calcul: rôle des Etats dans la politique industrielle", ou "Le Plan calcul. Une tentative de relever le défi américain dans l’industrie informatique française", selon les sources, qui sera présenté lors de sa nomination à la tête d'EDF en 2005 par Jacques Chirac, avec la mission de privatiser, comme une "critique virulente du Plan calcul" par le quotidien Les Echos présente et comme ayant "impressionné" le ministre de l'époque Michel d'Ornano au point de lui offrir un poste de conseiller, par l'hebdomadaire L'Express, et plus tard comme une simple expertise sur les relations entre industries et Etats, en 2012 par le même quotidien Les Echos . A l'époque de cette thèse, il crée sa propre société de services informatiques, qu'il revendra en 1972.

## EDF
Il a été nommé président d'Électricité de France le 15 septembre 2004, par le gouvernement de Jean-Pierre Raffarin. Il avait été auparavant directeur au Ministère de l'industrie, puis directeur général de Gaz de France entre 1987 et 1995, puis président de ce même groupe de janvier 1996 jusqu'à sa nomination à EDF, Il est devenu président-directeur général d'EDF après sa transformation en société anonyme.

## Départ d'EDF
Son mandat à la tête d'EDF n'ayant pas été renouvelé par le Gouvernement, il a quitté son poste le 22 novembre 2009 pour laisser sa place à Henri Proglio, PDG de Veolia. Il est nommé président d'honneur.
Le 31 août 2010, il prend la présidence du conseil de surveillance de l'équipementier aéronautique Latécoère.
Il est également président d'honneur du Conseil mondial de l'énergie après en avoir assuré la présidence de 2006 à 2013,.
En mars 2016, quelques jours après la démission de Thomas Piquemal de la direction financière d'EDF, Pierre Gadonneix défend dans la presse le projet de construction des deux réacteurs nucléaires EPR d'Hinkley Point en Angleterre.
Il est président de la société aéronautique Latecoere,.